# Phylloptera lenkoi
Phylloptera lenkoi är en insektsart som beskrevs av Piza Jr. 1981. Phylloptera lenkoi ingår i släktet Phylloptera och familjen vårtbitare. Inga underarter finns listade i Catalogue of Life.